# Danh sách cầu thủ tham dự giải vô địch bóng đá U-19 châu Âu 2015
Mỗi đội tuyển tham gia phải đăng ký đội hình 18 cầu thủ, trong đó có 2 cầu thủ phải là thủ môn.
Cầu thủ in đậm từng thi đấu cho đội tuyển quốc gia.
Tuổi được tính đến ngày khai mạc giải đấu, 6 tháng 7 năm 2015.

## Bảng A

### Hi Lạp
Ngày 19 tháng 6 năm 2015, Hi Lạp công bố đội hình sơ loại 23 người. Ngày 6 tháng 7 năm 2015, Hi Lạp công bố đội hình chính thức.
Huấn luyện viên: Giannis Goumas
| Số | VT | Cầu thủ                   | Ngày sinh (tuổi)            | Trận | Bàn | Câu lạc bộ          |
| -- | -- | ------------------------- | --------------------------- | ---- | --- | ------------------- |
| 1  | TM | Konstantinos Kotsaris     | 25 tháng 7, 1996 (18 tuổi)  |      |     | Panathinaikos       |
| 2  | HV | Manolis Saliakas          | 12 tháng 9, 1996 (18 tuổi)  |      |     | Olympiacos          |
| 3  | HV | Konstantinos Tsimikas     | 12 tháng 5, 1996 (19 tuổi)  |      |     | Olympiacos          |
| 4  | TV | Albert Roussos            | 22 tháng 2, 1996 (19 tuổi)  |      |     | Juventus            |
| 5  | HV | Timotheos Tselepidis      | 2 tháng 2, 1996 (19 tuổi)   |      |     | PAOK                |
| 6  | TV | Zisis Karahalios          | 10 tháng 1, 1996 (19 tuổi)  |      |     | Olympiacos          |
| 8  | TV | Paschalis Staikos         | 8 tháng 2, 1996 (19 tuổi)   |      |     | Panathinaikos       |
| 9  | TĐ | Efthimis Koulouris        | 6 tháng 3, 1996 (19 tuổi)   |      |     | PAOK                |
| 10 | TV | Petros Orphanides         | 23 tháng 3, 1996 (19 tuổi)  |      |     | Skoda Xanthi        |
| 11 | TĐ | Panagiotis Kynigopoulos   | 24 tháng 9, 1996 (18 tuổi)  |      |     | Aiginiakos          |
| 13 | TM | Christos Theodorakis      | 17 tháng 9, 1996 (18 tuổi)  |      |     | Atromitos           |
| 14 | HV | Alkiviadis Markopouliotis | 13 tháng 8, 1996 (18 tuổi)  |      |     | AEK Athens          |
| 15 | TV | Nikolaos Vasaitis         | 14 tháng 4, 1996 (19 tuổi)  |      |     | PAOK                |
| 16 | HV | Georgios Kyriakopoulos    | 5 tháng 2, 1996 (19 tuổi)   |      |     | Asteras Tripoli     |
| 17 | TĐ | Dimitrios Mavrias         | 23 tháng 10, 1996 (18 tuổi) |      |     | Anagennisi Karditsa |
| 19 | TĐ | Nikos Vergos              | 13 tháng 1, 1996 (19 tuổi)  |      |     | Olympiacos          |
| 20 | TV | Stelios Pozoglou          | 22 tháng 1, 1996 (19 tuổi)  |      |     | PAOK                |
| 23 | TV | Vasileios Miliotis        | 29 tháng 2, 1996 (19 tuổi)  |      |     | Ermionida           |

### Ukraina
Ngày 21 tháng 6 năm 2015, Ukraina công bố đội hình sơ loại 23 người. Ngày 4 tháng 7 năm 2015, Ukraina công bố đội hình chính thức.
Huấn luyện viên: Oleksandr Holovko
| Số | VT | Cầu thủ               | Ngày sinh (tuổi)            | Trận | Bàn | Câu lạc bộ            |
| -- | -- | --------------------- | --------------------------- | ---- | --- | --------------------- |
| 1  | TM | Vadym Soldatenkov     | 28 tháng 5, 1996 (19 tuổi)  |      |     | Dynamo Kyiv           |
| 2  | HV | Oleksandr Osman       | 18 tháng 4, 1996 (19 tuổi)  |      |     | Dynamo Kyiv           |
| 4  | HV | Mykola Matviyenko     | 2 tháng 5, 1996 (19 tuổi)   |      |     | Shakhtar Donetsk      |
| 6  | HV | Ihor Kyryukhantsev    | 29 tháng 1, 1996 (19 tuổi)  |      |     | Shakhtar Donetsk      |
| 7  | TV | Denys Arendaruk       | 16 tháng 4, 1996 (19 tuổi)  |      |     | Shakhtar Donetsk      |
| 8  | TV | Beka Vachiberadze     | 5 tháng 3, 1996 (19 tuổi)   |      |     | Shakhtar Donetsk      |
| 9  | TĐ | Andriy Boryachuk      | 23 tháng 4, 1996 (19 tuổi)  |      |     | Shakhtar Donetsk      |
| 10 | TV | Viktor Kovalenko      | 14 tháng 2, 1996 (19 tuổi)  |      |     | Shakhtar Donetsk      |
| 11 | TĐ | Artem Besyedin        | 31 tháng 3, 1996 (19 tuổi)  |      |     | Metalurh Donetsk      |
| 12 | TM | Oleh Mozil            | 7 tháng 4, 1996 (19 tuổi)   |      |     | Karpaty Lviv          |
| 13 | HV | Ivan Zotko            | 9 tháng 7, 1996 (18 tuổi)   |      |     | Metalist Kharkiv      |
| 14 | TV | Valeriy Luchkevych    | 11 tháng 1, 1996 (19 tuổi)  |      |     | Dnipro Dnipropetrovsk |
| 16 | HV | Pavlo Lukyanchuk      | 19 tháng 5, 1996 (19 tuổi)  |      |     | Dynamo Kyiv           |
| 17 | TV | Oleksandr Zinchenko   | 15 tháng 12, 1996 (18 tuổi) |      |     | Ufa                   |
| 18 | TV | Dmytro Klyots         | 15 tháng 4, 1996 (19 tuổi)  |      |     | Karpaty Lviv          |
| 20 | TV | Viktor Tsyhankov      | 15 tháng 11, 1997 (17 tuổi) |      |     | Dynamo Kyiv           |
| 21 | HV | Bohdan Mykhaylichenko | 21 tháng 3, 1997 (18 tuổi)  |      |     | Dynamo Kyiv           |
| 22 | TV | Oleksandr Zubkov      | 3 tháng 8, 1996 (18 tuổi)   |      |     | Shakhtar Donetsk      |

### Áo
Ngày 18 tháng 6 năm 2015, Áo công bố đội hình chính thức.
Huấn luyện viên: Hermann Stadler
| Số | VT | Cầu thủ            | Ngày sinh (tuổi)            | Trận | Bàn | Câu lạc bộ            |
| -- | -- | ------------------ | --------------------------- | ---- | --- | --------------------- |
| 1  | TM | Osman Hadžikić     | 12 tháng 3, 1996 (19 tuổi)  |      |     | Áo Wien               |
| 3  | HV | Stefan Perić       | 13 tháng 2, 1997 (18 tuổi)  |      |     | VfB Stuttgart         |
| 4  | HV | Maximilian Ullmann | 17 tháng 6, 1996 (19 tuổi)  |      |     | LASK Linz             |
| 5  | HV | David Gugganig     | 10 tháng 2, 1997 (18 tuổi)  |      |     | FC Liefering          |
| 6  | TV | Lukas Tursch       | 29 tháng 3, 1996 (19 tuổi)  |      |     | Áo Lustenau           |
| 7  | TĐ | Adrian Grbić       | 4 tháng 8, 1996 (18 tuổi)   |      |     | VfB Stuttgart         |
| 8  | TV | Sascha Horvath     | 22 tháng 8, 1996 (18 tuổi)  |      |     | Sturm Graz            |
| 9  | TĐ | Marko Kvasina      | 20 tháng 12, 1996 (18 tuổi) |      |     | Áo Wien               |
| 10 | TV | Xaver Schlager     | 28 tháng 9, 1997 (17 tuổi)  |      |     | FC Liefering          |
| 11 | HV | Petar Gluhaković   | 25 tháng 3, 1996 (19 tuổi)  |      |     | Áo Wien               |
| 12 | TV | Philipp Malicsek   | 3 tháng 6, 1997 (18 tuổi)   |      |     | Admira Wacker Mödling |
| 15 | HV | David Domej        | 8 tháng 1, 1996 (19 tuổi)   |      |     | Hajduk Split          |
| 16 | HV | Manuel Haas        | 7 tháng 5, 1996 (19 tuổi)   |      |     | FC Liefering          |
| 17 | TĐ | Felipe Dorta       | 17 tháng 6, 1996 (19 tuổi)  |      |     | LASK Linz             |
| 18 | TV | Dominik Prokop     | 2 tháng 6, 1997 (18 tuổi)   |      |     | Áo Wien               |
| 19 | TĐ | Daniel Ripić       | 14 tháng 3, 1996 (19 tuổi)  |      |     | VfB Stuttgart         |
| 20 | TĐ | Tobias Pellegrini  | 3 tháng 4, 1996 (19 tuổi)   |      |     | LASK Linz             |
| 21 | TM | Alexander Schlager | 1 tháng 2, 1996 (19 tuổi)   |      |     | Grödig                |

### Pháp
Ngày 8 tháng 6 năm 2015, Pháp công bố đội hình chính thức.
Huấn luyện viên: Patrick Gonfalone
| Số | VT | Cầu thủ          | Ngày sinh (tuổi)            | Trận | Bàn | Câu lạc bộ       |
| -- | -- | ---------------- | --------------------------- | ---- | --- | ---------------- |
| 1  | TM | Florian Escales  | 3 tháng 2, 1996 (19 tuổi)   |      |     | Marseille        |
| 2  | HV | Angelo Fulgini   | 20 tháng 8, 1996 (18 tuổi)  |      |     | Valenciennes     |
| 3  | HV | Nicolas Senzemba | 25 tháng 3, 1996 (19 tuổi)  |      |     | Sochaux          |
| 4  | HV | Mouctar Diakhaby | 19 tháng 12, 1996 (18 tuổi) |      |     | Lyon             |
| 5  | HV | Abdou Diallo     | 4 tháng 5, 1996 (19 tuổi)   |      |     | Monaco           |
| 6  | TV | Olivier Kemen    | 20 tháng 7, 1996 (18 tuổi)  |      |     | Newcastle United |
| 7  | TĐ | Maxwel Cornet    | 27 tháng 9, 1996 (18 tuổi)  |      |     | Lyon             |
| 8  | TV | Samed Kılıç      | 28 tháng 1, 1996 (19 tuổi)  |      |     | Auxerre          |
| 9  | TĐ | Serhou Guirassy  | 12 tháng 3, 1996 (19 tuổi)  |      |     | Stade Lavallois  |
| 10 | TV | Kingsley Coman   | 13 tháng 6, 1996 (19 tuổi)  |      |     | Juventus         |
| 11 | TĐ | Neal Maupay      | 14 tháng 8, 1996 (18 tuổi)  |      |     | Nice             |
| 12 | TĐ | Moussa Dembélé   | 12 tháng 7, 1996 (18 tuổi)  |      |     | Fulham           |
| 13 | TV | Alexis Blin      | 16 tháng 9, 1996 (18 tuổi)  |      |     | Toulouse         |
| 14 | HV | Lucas Hernández  | 14 tháng 2, 1996 (19 tuổi)  |      |     | Atlético Madrid  |
| 15 | HV | Benjamin Pavard  | 28 tháng 3, 1996 (19 tuổi)  |      |     | Lille            |
| 16 | TM | Bingourou Kamara | 21 tháng 10, 1996 (18 tuổi) |      |     | Tours            |
| 17 | TV | Lucas Tousart    | 27 tháng 4, 1997 (18 tuổi)  |      |     | Valenciennes     |
| 18 | TĐ | Marcus Thuram    | 6 tháng 8, 1997 (17 tuổi)   |      |     | Sochaux          |

## Bảng B

### Đức
Ngày 18 tháng 6 năm 2015, Đức công bố đội hình chính thức. Ngày 6 tháng 7 năm 2015, những thay đổi cuối cùng được hoàn thành vì chấn thương của cầu thủ.
Huấn luyện viên: Marcus Sorg
| Số | VT | Cầu thủ           | Ngày sinh (tuổi)            | Trận | Bàn | Câu lạc bộ             |
| -- | -- | ----------------- | --------------------------- | ---- | --- | ---------------------- |
| 1  | TM | Marius Funk       | 1 tháng 1, 1996 (19 tuổi)   |      |     | VfB Stuttgart          |
| 2  | HV | Lukas Klostermann | 3 tháng 6, 1996 (19 tuổi)   |      |     | RB Leipzig             |
| 3  | HV | Lukas Klünter     | 26 tháng 5, 1996 (19 tuổi)  |      |     | 1. FC Köln             |
| 5  | HV | Jonathan Tah      | 11 tháng 2, 1996 (19 tuổi)  |      |     | Hamburger SV           |
| 6  | HV | Thilo Kehrer      | 21 tháng 9, 1996 (18 tuổi)  |      |     | Schalke 04             |
| 7  | TV | Nadiem Amiri      | 27 tháng 10, 1996 (18 tuổi) |      |     | 1899 Hoffenheim        |
| 8  | TĐ | Luca Waldschmidt  | 19 tháng 5, 1996 (19 tuổi)  |      |     | Eintracht Frankfurt    |
| 9  | TĐ | Timo Werner       | 6 tháng 3, 1996 (19 tuổi)   |      |     | VfB Stuttgart          |
| 10 | TV | Lucas Cueto       | 24 tháng 3, 1996 (19 tuổi)  |      |     | 1. FC Köln             |
| 11 | TĐ | Leroy Sané        | 11 tháng 1, 1996 (19 tuổi)  |      |     | Schalke 04             |
| 12 | TM | Raif Husic        | 5 tháng 2, 1996 (19 tuổi)   |      |     | Werder Bremen          |
| 13 | TV | Max Christiansen  | 25 tháng 9, 1996 (18 tuổi)  |      |     | FC Ingolstadt          |
| 14 | TĐ | Gianluca Rizzo    | 6 tháng 11, 1996 (18 tuổi)  |      |     | BoNga Mönchengladbach  |
| 15 | TV | Boubacar Barry    | 15 tháng 4, 1996 (19 tuổi)  |      |     | Karlsruher SC          |
| 16 | TV | Erdal Öztürk      | 7 tháng 2, 1996 (19 tuổi)   |      |     | 1899 Hoffenheim        |
| 18 | HV | Jonas Föhrenbach  | 26 tháng 1, 1996 (19 tuổi)  |      |     | SC Freiburg            |
| 19 | HV | Niko Kijewski     | 28 tháng 3, 1996 (19 tuổi)  |      |     | Eintracht Braunschweig |
| 20 | HV | Janik Dehm        | 2 tháng 5, 1996 (19 tuổi)   |      |     | Karlsruher SC          |

### Tây Ban Nha
Ngày 22 tháng 6 năm 2015, Tây Ban Nha công bố đội hình sơ loại 24 người. Ngày 4 tháng 7 năm 2015, Tây Ban Nha công bố đội hình chính thức.
Huấn luyện viên: Luis de la Fuente
| Số | VT | Cầu thủ            | Ngày sinh (tuổi)            | Trận | Bàn | Câu lạc bộ       |
| -- | -- | ------------------ | --------------------------- | ---- | --- | ---------------- |
| 1  | TM | Antonio Sivera     | 11 tháng 8, 1996 (18 tuổi)  |      |     | Valencia         |
| 2  | HV | Antonio Marín      | 17 tháng 6, 1996 (19 tuổi)  |      |     | Almería          |
| 3  | HV | Aarón Martín       | 22 tháng 4, 1997 (18 tuổi)  |      |     | Espanyol         |
| 4  | HV | Jorge Meré         | 17 tháng 4, 1997 (18 tuổi)  |      |     | Sporting Gijón   |
| 5  | HV | José Carlos        | 10 tháng 5, 1996 (19 tuổi)  |      |     | Betis            |
| 6  | TV | Mikel Merino       | 22 tháng 6, 1996 (19 tuổi)  |      |     | Osasuna          |
| 7  | TĐ | David Concha       | 20 tháng 11, 1996 (18 tuổi) |      |     | Real Sociedad    |
| 8  | TV | Dani Ceballos      | 7 tháng 8, 1996 (18 tuổi)   |      |     | Betis            |
| 9  | TĐ | Borja Mayoral      | 5 tháng 4, 1997 (18 tuổi)   |      |     | Real Madrid      |
| 10 | TV | Marco Asensio      | 21 tháng 1, 1996 (19 tuổi)  |      |     | Mallorca         |
| 11 | TV | Matías Nahuel      | 22 tháng 10, 1996 (18 tuổi) |      |     | Villarreal       |
| 13 | TM | Unai Simón         | 11 tháng 6, 1997 (18 tuổi)  |      |     | Athletic Bilbao  |
| 14 | TV | Rodrigo Hernández  | 22 tháng 6, 1996 (19 tuổi)  |      |     | Villarreal       |
| 15 | HV | Jesús Vallejo      | 5 tháng 1, 1997 (18 tuổi)   |      |     | Zaragoza         |
| 16 | TV | Pape Cheikh Diop   | 8 tháng 8, 1997 (17 tuổi)   |      |     | Celta Vigo       |
| 17 | TĐ | Alfonso Pedraza    | 9 tháng 4, 1996 (19 tuổi)   |      |     | Villarreal       |
| 18 | HV | Borja San Emeterio | 16 tháng 3, 1997 (18 tuổi)  |      |     | Racing Santander |
| 19 | TĐ | Carlos Fernández   | 22 tháng 5, 1996 (19 tuổi)  |      |     | Sevilla          |

### Hà Lan
Ngày 19 tháng 6 năm 2015, Hà Lan công bố đội hình sơ loại 28 người. Ngày 1 tháng 7 năm 2015, Hà Lan công bố đội hình chính thức.
Huấn luyện viên: Aron Winter
| Số | VT | Cầu thủ              | Ngày sinh (tuổi)            | Trận | Bàn | Câu lạc bộ       |
| -- | -- | -------------------- | --------------------------- | ---- | --- | ---------------- |
| 1  | TM | Joël Drommel         | 16 tháng 11, 1996 (18 tuổi) |      |     | Twente           |
| 2  | HV | Leeroy Owusu         | 13 tháng 8, 1996 (18 tuổi)  |      |     | Ajax             |
| 3  | HV | Terry Lartey Sanniez | 10 tháng 8, 1996 (18 tuổi)  |      |     | Ajax             |
| 4  | HV | Damon Mirani         | 13 tháng 5, 1996 (19 tuổi)  |      |     | Ajax             |
| 5  | TV | Kenneth Paal         | 24 tháng 6, 1997 (18 tuổi)  |      |     | PSV              |
| 6  | TV | Laros Duarte         | 28 tháng 2, 1997 (18 tuổi)  |      |     | Sparta Rotterdam |
| 7  | TĐ | Issa Kallon          | 3 tháng 1, 1996 (19 tuổi)   |      |     | Utrecht          |
| 8  | TV | Abdelhak Nouri       | 2 tháng 4, 1997 (18 tuổi)   |      |     | Ajax             |
| 9  | TĐ | Pelle van Amersfoort | 1 tháng 4, 1996 (19 tuổi)   |      |     | Heerenveen       |
| 10 | TV | Frenkie de Jong      | 12 tháng 5, 1997 (18 tuổi)  |      |     | Willem II        |
| 11 | TĐ | Bilal Ould-Chikh     | 28 tháng 7, 1997 (17 tuổi)  |      |     | Twente           |
| 12 | TĐ | Gervane Kastaneer    | 9 tháng 6, 1996 (19 tuổi)   |      |     | ADO Den Haag     |
| 13 | HV | Julian Lelieveld     | 9 tháng 7, 1997 (17 tuổi)   |      |     | Vitesse          |
| 14 | TĐ | Tarik Kada           | 26 tháng 5, 1996 (19 tuổi)  |      |     | Heerenveen       |
| 15 | HV | Augustine Loof       | 1 tháng 1, 1996 (19 tuổi)   |      |     | PSV              |
| 16 | TM | Yanick van Osch      | 24 tháng 3, 1997 (18 tuổi)  |      |     | PSV              |
| 17 | TV | Thomas Ouwejan       | 24 tháng 6, 1996 (19 tuổi)  |      |     | AZ               |
| 18 | TV | Michel Vlap          | 2 tháng 6, 1997 (18 tuổi)   |      |     | Heerenveen       |

### Nga
Ngày 19 tháng 6 năm 2015, Nga công bố đội hình sơ loại 23 người.
Huấn luyện viên: Dmitri Khomukha
| Số | VT | Cầu thủ                   | Ngày sinh (tuổi)            | Trận | Bàn | Câu lạc bộ             |
| -- | -- | ------------------------- | --------------------------- | ---- | --- | ---------------------- |
| 1  | TM | Anton Mitryushkin         | 8 tháng 2, 1996 (19 tuổi)   |      |     | Spartak Moskva         |
| 2  | TV | Sergey Makarov            | 3 tháng 10, 1996 (18 tuổi)  |      |     | Lokomotiv Moscow       |
| 3  | HV | Nikita Chernov            | 16 tháng 1, 1996 (19 tuổi)  |      |     | CSKA Moscow            |
| 4  | HV | Dzhamaldin Khodzhaniyazov | 18 tháng 7, 1996 (18 tuổi)  |      |     | Zenit Saint Petersburg |
| 5  | HV | Denis Yakuba              | 26 tháng 5, 1996 (19 tuổi)  |      |     | Kuban Krasnodar        |
| 7  | TV | Ayaz Guliyev              | 27 tháng 11, 1996 (18 tuổi) |      |     | Spartak Moskva         |
| 8  | TV | Dmitri Barinov            | 11 tháng 1, 1996 (19 tuổi)  |      |     | Lokomotiv Moscow       |
| 9  | TĐ | Ramil Sheydayev           | 15 tháng 3, 1996 (19 tuổi)  |      |     | Zenit Saint Petersburg |
| 10 | TV | Aleksandr Golovin         | 30 tháng 5, 1996 (19 tuổi)  |      |     | CSKA Moscow            |
| 11 | TĐ | Aleksandr Zuyev           | 26 tháng 6, 1996 (19 tuổi)  |      |     | Spartak Moskva         |
| 12 | TM | Maksim Rudakov            | 22 tháng 1, 1996 (19 tuổi)  |      |     | Zenit Saint Petersburg |
| 14 | HV | Aleksandr Likhachyov      | 22 tháng 7, 1996 (18 tuổi)  |      |     | Spartak Moskva         |
| 15 | TV | Ilmir Nurisov             | 5 tháng 8, 1996 (18 tuổi)   |      |     | Kuban Krasnodar        |
| 16 | TV | Georgi Melkadze           | 4 tháng 4, 1997 (18 tuổi)   |      |     | Spartak Moskva         |
| 17 | TV | Igor Bezdenezhnykh        | 8 tháng 8, 1996 (18 tuổi)   |      |     | Ufa                    |
| 19 | TĐ | Aleksei Gasilin           | 1 tháng 3, 1996 (19 tuổi)   |      |     | Zenit Saint Petersburg |
| 21 | TĐ | Rifat Zhemaletdinov       | 20 tháng 9, 1996 (18 tuổi)  |      |     | Lokomotiv Moscow       |
| 23 | HV | Vasili Cherov             | 13 tháng 1, 1996 (19 tuổi)  |      |     | Krasnodar              |